# Новокостянтинівська сільська рада (Братський район)
Новокостянти́нівська сільська́ ра́да — колишня адміністративно-територіальна одиниця та орган місцевого самоврядування у Братському районі Миколаївської області. Адміністративний центр — село Новокостянтинівка. У 2020 році ліквідована та приєднана до Братської селищної громади.

## Загальні відомості
- Населення ради: 1 417 осіб (станом на 2001 рік)

## Населені пункти
Сільській раді підпорядковані населені пункти:
- с. Новокостянтинівка
- с. Надеждівка
- с. Новопетрівка
- с.  Трудолюбівка

## Склад ради
Рада складається з 16 депутатів та голови.
- Голова ради: Ординський Леонід Борисович

### Керівний склад попередніх скликань
| Прізвище, ім'я, по батькові | Основні відомості                                                                     | Дата обрання | Дата звільнення |
| --------------------------- | ------------------------------------------------------------------------------------- | ------------ | --------------- |
| Білоус Антоніна Анатоліївна | Сільський голова, 1956 року народження, позапартійна                                  | 26.03.2006   | 16.12.2009      |
| Ординський Леонід Борисович | Сільський голова, 1968 року народження, освіта середня загальна, член Партії регіонів | 31.10.2010   |                 |

Примітка: таблиця складена за даними сайту Верховної Ради України

### Депутати
За результатами місцевих виборів 2010 року депутатами ради стали:

#### За суб'єктами висування
| Суб'єкт висування | Кількість обраних депутатів | %    |
| ----------------- | --------------------------- | ---- |
| Партія регіонів   | 15                          | 93,8 |
| Народна партія    | 1                           | 6,3  |

#### За округами
| № округу        | Прізвище, ім'я, по батькові   | Дата визнання обраним | Освіта             | Партійна приналежність | Відомості про обраного депутата                                          |
| --------------- | ----------------------------- | --------------------- | ------------------ | ---------------------- | ------------------------------------------------------------------------ |
| Народна Партія  |                               |                       |                    |                        |                                                                          |
| 15              | Грушовець Ганна Григорівна    | 04.11.2010            | середня            | член Народної партії   | Новокостянтинівська сільська рада, технічний працівник                   |
| Партія регіонів |                               |                       |                    |                        |                                                                          |
| 1               | Пахомов Леонід Іванович       | 04.11.2010            | вища               | член Партії регіонів   | тимчасово не працює                                                      |
| 2               | Фабрикова Раїса Михайлівна    | 04.11.2010            | середня спеціальна | член Партії регіонів   | СТОВ ім. Мічуріна, секретар                                              |
| 3               | Горбачова Галина Ярославівна  | 04.11.2010            | вища               | член Партії регіонів   | СТОВ ім. Мічуріна, головний зоотехнік                                    |
| 4               | Артьомова Людмила Петрівна    | 04.11.2010            | вища               | член Партії регіонів   | Новокостянтинівський ДНЗ, завідувачка                                    |
| 5               | Кузнецова Катерина Семенівна  | 04.11.2010            | вища               | член Партії регіонів   | приватний підприємець                                                    |
| 6               | Змерзлих Людмила Вікторівна   | 04.11.2010            | середня спеціальна | член Партії регіонів   | СТОВ ім. Мічуріна, обліковець майстерні                                  |
| 7               | Кириченко Ольга Олександрівна | 04.11.2010            | вища               | член Партії регіонів   | Новокостянтинівська сільська рада, секретар                              |
| 8               | Білоус Віталій Вікторович     | 04.11.2010            | вища               | член Партії регіонів   | СТОВ ім. Мічуріна, начальник мех..загону                                 |
| 9               | Грабовська Надія Адольфівна   | 04.11.2010            | вища               | член Партії регіонів   | СТОВ ім. Мічуріна, головний бухгалтер                                    |
| 10              | Воробйова Людмила Євгеніївна  | 04.11.2010            | вища               | член Партії регіонів   | Новокостянтинівська СЛА, фельдшер                                        |
| 11              | Воробйов Сергій Михайлович    | 04.11.2010            | середня спеціальна | член Партії регіонів   | СТОВ ім. Мічуріна, завідувач складу ПММ                                  |
| 12              | Фабрикова Людмила Анатоліївна | 04.11.2010            | вища               | член Партії регіонів   | СТОВ ім. Мічуріна, бухгалтер                                             |
| 13              | Дергачов Олексій Олексійович  | 04.11.2010            | вища               | член Партії регіонів   | пенсіонер                                                                |
| 14              | Швидка Світлана Петрівна      | 04.11.2010            | вища               | член Партії регіонів   | Новокостянтинівська загальноосвітня школа І-ІІІ ст., заступник директора |
| 16              | Форостенко Наталія Миколаївна | 04.11.2010            | середня            | член Партії регіонів   | Новокостянтинівська СЛА, молодша медична сестра                          |

## Населення
Згідно з переписом УРСР 1989 року чисельність наявного населення сільської ради становила 1615 осіб, з яких 841 чоловік та 774 жінки.
За переписом населення України 2001 року в сільській раді мешкало 1409 осіб.

### Мова
Розподіл населення за рідною мовою за даними перепису 2001 року:
| Мова       | Відсоток |
| ---------- | -------- |
| українська | 70,78 %  |
| російська  | 24,35 %  |
| молдовська | 3,60 %   |
| вірменська | 0,92 %   |
| гагаузька  | 0,21 %   |
| білоруська | 0,07 %   |
| болгарська | 0,07 %   |